# Spudaea ruticilla
Spudaea ruticilla là một loài bướm đêm trong họ Noctuidae.